# Gris (Computerspiel)

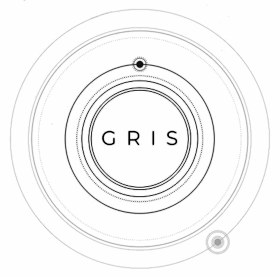
Logo des Videospiels „Gris“

Gris ist ein rätsellastiges Jump-’n’-Run- und Action-Adventure des spanischen Indie-Studios Nomada Studio, das 2018 vom US-amerikanischen Publisher Devolver Digital veröffentlicht wurde.

## Handlung
Das Spiel folgt einem jungen Mädchen namens Gris, das in der Handfläche einer zusammenbrechenden Statue einer Frau aufwacht. Sie versucht zu singen, aber sie hat ihre Stimme verloren. Die Statue bricht zusammen und Gris fällt zu Boden. Nach der Landung geht das Mädchen weiter und entdeckt viele Strukturen, die durch geheimnisvolle Lichtpunkte, die an Sterne erinnern, angeregt erscheinen. Die Heldin kann diese Lichter sammeln, um neue Fähigkeiten zu erlangen.
Nachdem sie einen zentralen Turm erreicht hat, kann das Mädchen an vier neue Orte reisen, um Sterne zu sammeln und bei Statuen die Farben ihrer Welt wiederherzustellen. Diese neuen Gebiete umfassen eine Welt voller Windmühlen, einen üppigen Wald und überflutete Höhlen. Auf dem Weg trifft die Spielfigur viele Wesen, die ihr auf ihrer Reise helfen, sowie dunkle Kreaturen in Form von Vögeln, die versuchen, das Mädchen zu verzehren. Die letzte Kraft, die Gris erhält, ist die Fähigkeit, wieder zu singen, wodurch viele Pflanzen und mechanische Tiere wieder zum Leben erweckt werden.
Gris sammelt schließlich genug Sterne, um eine Konstellation zu bilden, die zum Himmel führt, aber der letzte Durchgang wird von einer Kreatur blockiert, die sich in eine ungeheure Kopie von sich selbst verwandelt und sie vollständig verschluckt. Sie wacht in einem Meer aus schwarzem Schlamm auf und schwimmt an die Oberfläche. Von dort besteigt sie einen vom Meer aufragenden Turm und mehrere höherliegende Bruchstücke der Statue hinauf. Am höchsten Punkt angelangt, beginnt Gris zu singen und durch die Kraft ihrer Stimme setzt sich die Statue wieder zusammen. Die schwarze Kreatur versucht allerdings sie zu verschlingen, doch kurz bevor es von schwarzem Schlamm verschlungen wird, erwacht die Statue zum Leben und fängt an zu singen. Dies lässt die Kreatur und das Meer der Dunkelheit verschwinden. Gris und die Statue umarmen sich weinend und das Licht sowie die Farben der Welt werden wiederhergestellt. Das Mädchen klettert daraufhin den letzten Konstellationsweg hinauf.

## Spielprinzip und Technik
In Gris steuert der Spieler die Spielfigur eines Mädchens namens Gris und muss die Spielfigur durch Springen, Schwimmen sowie Klettern voranbringen und einige Rätsel lösen. Die Spielwelt ist in 2D und eines der zentralen Elemente ist die Ästhetik des Spiels. Im Laufe des Spiels lernt man neue Fähigkeiten, wie zum Beispiel die Fähigkeit, sich in einen Steinblock zu verwandeln.

## Produktionsnotizen
Der Soundtrack des Spiels stammt von Berlinist, einem dreiköpfigen Musikprojekt aus Barcelona, das sich auf die Vertonung von Computerspielen und Filmen spezialisiert hat.

## Rezeption
Gris erhielt überwiegend positive Bewertungen. Die Rezensionsdatenbank Metacritic aggregiert 40 Rezensionen zu einem Mittelwert von 84. Das US-Magazin IGN bezeichnete das Spiel im Positiven als „meditative, berührende Forschungsreise in komplexe Emotionen“, deren Grafik zu den schönsten im Platformer-Genre gehörten. Das Gameplay hingegen sei teils sehr einfach gehalten, teils aber auch für den Spieler verwirrend, so dass das Magazin in Summe eine knapp durchschnittliche Note vergab. Das kanadische Magazin Destructoid urteilte, dass Gris „mehr Erlebnis als Spiel sei“, obwohl typische Merkmale für Spiele des Genres wie die Notwendigkeit zu Interaktion und die Notwendigkeit lateral zu denken durchaus vorhanden seien. Das Magazin lobte das Spieldesign und insbesondere den kartographischen Aufbau der Spielwelt, der das genreimmanente Risiko, in unlösbare Situationen zu geraten, durch die geschickte Verknüpfung von Lokalitäten vermeide. Chris Moyse pries die Grafik des Spiels und wertete, der Soundtrack böte „sinnliche, vielschichtige Melodien, die sich dynamisch darauf einstellen, das Bildschirmgeschehen zu reflektieren“. Destructoid vergab zehn von zehn Punkten.

### Auszeichnungen
- Steam Awards 2019 in der Kategorie Herausragender visueller Stil[12]